# 塔夫里切斯科耶區

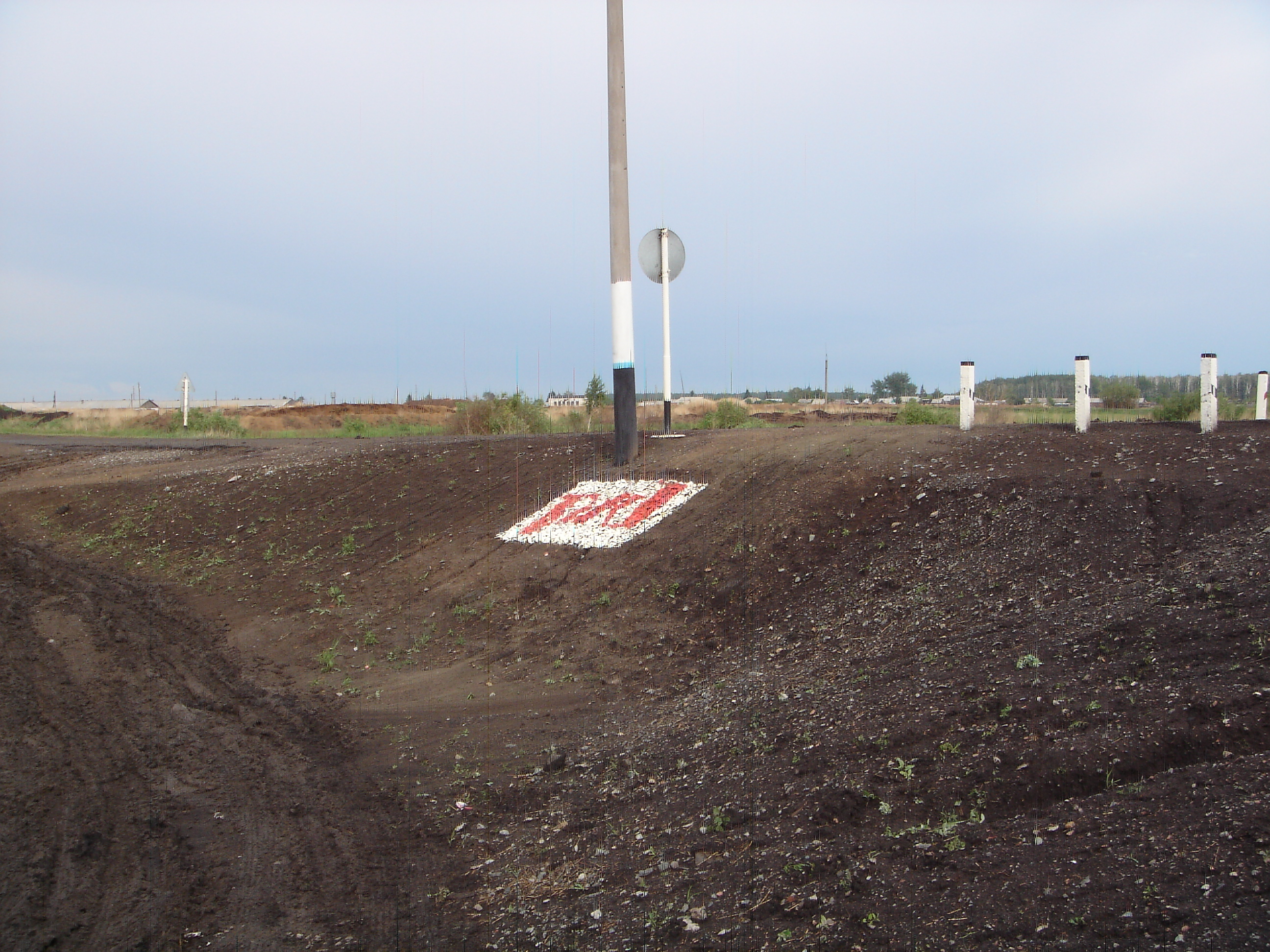

54°35′N 73°38′E / 54.583°N 73.633°E
塔夫里切斯科耶區（俄语：Таврический район），是俄羅斯的一個區，位於該國西南部，由鄂木斯克州負責管轄，面積2,800平方公里，2010年人口36,458，人口密度每平方公里13.02人。